# Ильтеряково
Ильтеряково (баш. Илтирәк) — село в Кармаскалинском районе Башкортостана, входит в состав Шаймуратовского сельсовета.

## Население
| 2002 | 2009 | 2010 |
| ---- | ---- | ---- |
| 660  | ↘569 | ↗626 |

## Географическое положение
Расстояние до:
- районного центра (Кармаскалы): 11 км,
- центра сельсовета (Шаймуратово): 6 км,
- ближайшей ж/д станции (Кабаково): 15 км.

## Достопримечательности
- Музей эрзянского[4] просветителя А. Ф. Юртова[5][6]
- Парк Победы.

## Религия
В селе есть православная церковь Михаила Архангела и мечеть «Ан-Нур».